# Епанчин, Семён Семёнович
Семён Семёнович Епанечка Беззубцев — голова, воевода и окольничий во времена правления Елены Васильевны Глинской и при малолетнем Иване IV Васильевиче Грозном.
Из дворянского рода Беззубцевы. Младший сын воеводы и конюшего Семёна Константиновича Беззубцева по прозванию Епанча, ставшего родоначальником дворян Епанчины. Имел брата Василия Семёновича.

## Биография
Впервые упомянут в июле 1533 года, когда дал вклад по своей жене Стефаниде (ум. 1533) жемчужное ожерелье и другие ценности в Троице-Сергиев монастырь.
В 1535 году второй воевода войск правой руки в Коломне.
В 1539 году пожалован в окольничие. В этом же году в июне воевода в Боровске и упомянут головою Большого полка в Коломне.
В 1540 году воевода на Угре.
В июне 1541 года второй воевода полка правой руки в Коломне «приходу крымского царя». Участвовал в отражение Крымского похода хана Саиб-Гирея на Русь.
В сентябре 1542 года должен был возглавить в чине воеводы небольшое войско из Галича в Казанский поход и «тот поход не был же».
В январе 1544 года командовал Передовым полком в Суздале.
В 1545 году вышел в отставку.
В декабре 1550 года дал вновь вклад в Троице-Сергиев монастырь по своей жене — шубы лисьи и свою вотчину в Переславском уезде.
Умер после 1551 года. приняв перед смертью постриг в Троице-Сергиевом монастыре с именем Серапион.

## Семья
От брака со Стефанидой имел только дочь:
- № Семёновна — замужем за наместником и князем Иваном Михайловичем Курбским, братом известного беглеца боярина и князя Андрея Михайловича Курбского.